# 남원 만복사지 당간지주
남원 만복사지 당간지주(南原 萬福寺址 幢竿支柱)는 대한민국 전북특별자치도 남원시 왕정동, 남원 만복사지에 있는 고려시대의 당간이다. 1963년 1월 21일 대한민국의 보물 제32호로 지정되었다.

## 개요
절에 행사가 있을 때 절 입구에 당(幢)이라는 깃발을 달아두는데 이 깃발을 달아두는 장대를 당간(幢竿)이라고 하며, 장대를 양쪽에서 지탱해 주는 두 돌기둥을 당간지주라 한다.
이 당간지주는 만복사터에 동·서로 마주보고 서 있으며, 지주사이에 세웠던 깃대는 남아있지 않고 이를 고정시켰던 구멍이 세 군데에 뚫려 있다. 현재 아래부분과 기단이 땅속에 파묻혀 있어 그 이하의 구조는 알 수 없다.
두 지주 각 면이 고르지 못하여 전체적으로 투박하고 별다른 장식이 없으며, 전체적으로 생략화·단순화된 것으로 보아 고려 전기의 작품으로 여겨진다.

## 같이 보기
- 남원 만복사지 - 사적 제349호

## 참고 자료
- 남원 만복사지 당간지주 - 국가유산청 국가유산포털